# Thomas Sylvester Barthel
Thomas Sylvester Barthel né le 4 janvier 1923 et mort le 3 avril 1997 est un ethnologue et épigraphe allemand surtout connu pour avoir catalogué l'écriture rongorongo non déchiffrée de l'île de Pâques.

## Biographe
Barthel grandit à Berlin et obtient son diplôme d'études secondaires en 1940. Pendant la Seconde Guerre mondiale, il travaille comme cryptographe pour la Wehrmacht. Après la guerre, il étudie le folklore, la géographie et la préhistoire à Berlin, Hambourg et Leipzig. Il obtient son doctorat à Hambourg en 1952 avec une thèse sur l'écriture maya. De 1953 à 1956, il est membre de la Fondation allemande pour la recherche, en 1957 maître de conférences à Hambourg et du 4 juillet 1957 au 1er février 1958, il est chercheur invité à l'Institut d'études sur l'île de Pâques de l'Université du Chili.[réf. nécessaire]
En 1959, Barthel devient professeur associé d'ethnologie à l'université de Tübingen et de 1964 à 1988, il est professeur d'ethnologie. Ses principales recherches portent sur le folklore des Amériques. Il lègue ses données de rongorongo au CEIPP (Centre d'Études de l'Îles de Pâques et de la Polynésie), qui s'occupe de vérifier et d'enrichir ses travaux.
Barthel est également actif dans les tentatives du milieu du XXe siècle visant à déchiffrer l'écriture maya, le système d'écriture « hiéroglyphique » de la civilisation maya précolombienne en Mésoamérique. Il est l'un des premiers à analyser les glyphes emblématiques en détail et en termes de leurs associations politiques et hiérarchiques. Sa proposition d'identification de quatre glyphes d'emblèmes majeurs ou principaux est développée par Joyce Marcus, et la partition quadripartite Barthel-Marcus des sites mayas de l'ère classique en quatre capitales régionales et une hiérarchie associée de quatre niveaux d'importance du site est devenue un concept influent dans Recherches mayanistes.
Avec J. Eric S. Thompson, Barthel est un fervent critique de l'approche phonétique du déchiffrement maya et estime que l'écriture maya manque de phonétisme et ne constitue pas un vrai système d'écriture. En particulier, Barthel s'oppose fermement à la méthodologie de déchiffrement phonétique proposée au début des années 1950 par l'épigraphe russe Yuri Knorozov, qui, comme Barthel, travaille sur les écritures maya et rongorongo. Lors d'une réunion du Congrès international des américanistes à Copenhague en 1956, à laquelle participe Knorozov, la critique de Barthel à l'égard de l'approche phonétique contribue au rejet continu des idées de Knorozov — idées qui se révèlent plus tard essentiellement correctes lorsque l'approche phonétique défendue par Knorozov permet une percée dans le décryptage maya à partir des années 1970. Barthel et Knorozov restent en désaccord pour le reste de leur carrière respective.

## Vie privée
Barthel s'est marié trois fois et a quatre enfants.

## Œuvres publiées
- 1958a. Grundlagen zur Entzifferung der Osterinselschrift. Hambourg : Cram, de Gruyter.
- 1958b. "Les 'Tableaux parlants'de l'Île de Pâques." Américain scientifique, 198 : 61-68.
- 1971. L'écriture pré-contact en Océanie. Dans : Tendances actuelles en linguistique 8 : 1165-1186. La Haye, Paris : Mouton.
- 1978. La huitième terre : la découverte et la colonisation polynésiennes de l'île de Pâques. Honolulu : la presse universitaire d'Hawaï.
- 1990. "Wege durch die Nacht (Rongorongo-Studien auf dem Santiagostab)", dans Esen-Baur, Heide-Margaret (éd.), État et perspectives de la recherche scientifique dans la culture de l'Île de Pâques. Courrier Forschungsinstitute Senckeberg 125. Francfort-sur-le-Main : Senckenbergische Naturforschende Gesellschaft, 73-112.  (ISBN 3-510-61140-3)